# ニューアーク・ペパー
ニューアーク・ペパー（Newark Pepper(s)）は、1914年と1915年にフェデラル・リーグで活動していたプロ野球チーム。
この球団は1914年まで、インディアナ州インディアナポリスを本拠地として、インディアナポリス・フージャーズ（Indianapolis Hoosiers）を名乗ったが、1915年にニュージャージー州ニューアークに本拠地を移し、ニューアーク・ペパーとして活動した。

## 球団史
所属するフェデラル・リーグがメジャーとして活動する前の1913年から参加していたチームで、同年のフェデラル・リーグで優勝を飾っている。1914年に、外野手のベニー・カウフが活躍した。彼はこの年打率.370、211安打、120得点、75盗塁と、4部門でリーグのトップの成績を挙げた。また二塁手のフランク・ラポルテはリーグ最多の107打点の成績を残し、投手ではサイ・ファルケンバーグが25勝16敗とリーグ最多の奪三振236を記録した。チームはこれらの選手の活躍で1914年のシカゴ・ホエールズとの接戦を制しリーグ優勝を果たす。
しかしチームは優勝したにもかかわらず財政的な問題を抱えてしまい、1915年に本拠地をニューアークに移してニューアーク・ペパーとして2年目のシーズンを戦うことになる。前年活躍したベニー・カウフをリーグの意向でブルックリンに放出したチームは、後にアメリカ野球殿堂入りする外野手エド・ローシュや、エド・ロイルバックらを補強してシーズンに臨んだ。ロイルバックは21勝を挙げて期待に応え、チームは優勝争いに最後まで加わったが、首位と6ゲーム差の5位でシーズンを終えた。同年リーグの解散を受けチームは倒産した。

## 戦績
※順位は勝率による。
| 年度   | リーグ | 試合 | 勝利 | 敗戦 | 勝率 | 順位 | 監督                                  | 本拠地              |
| ------ | ------ | ---- | ---- | ---- | ---- | ---- | ------------------------------------- | ------------------- |
| 1914年 | FL     | 157  | 88   | 65   | .575 | 1位  | ビル・フィリップス                    | Federal League Park |
| 1915年 | FL     | 155  | 80   | 72   | .526 | 5位  | ビル・フィリップス ビル・マケシュニー | Harrison Park       |

## 所属した主な選手
- ベニー・カウフ：1914年、1915年のフェデラル・リーグ首位打者。1914年リーグ最多安打。
- フランク・ラポルテ：1914年にリーグ最多の107打点を挙げた。リーグ解散後はメジャーでの活動なし。
- ビル・マケシュニー：1915年に兼任監督。後に監督としてアメリカ野球殿堂入り。
- サイ・ファルケンバーグ：投手。1914年リーグ最多奪三振。通算防御率2.68。
- アール・モーズリー：1915年リーグ最優秀防御率。メジャーの実働は4年のみ。
- エド・ロイルバック：1915年に加入。通算防御率2.28の成績を残した。
- エド・ローシュ：外野手。後にアメリカ野球殿堂入り。

## 主な球団記録
打撃記録
- 通算安打数：336（ヴィン・キャンベル）
- 通算本塁打：8（ヴィン・キャンベル、ベニー・カウフ）
- 通算打点数：163（フランク・ラポルテ）
- 通算盗塁数：75（ベニー・カウフ、ビル・マケシュニー）

投手記録
- 通算勝利数：34（サイ・ファルケンバーグ、アール・モーズリー）
- 通算奪三振：347（アール・モーズリー）